# كارثة بوبال

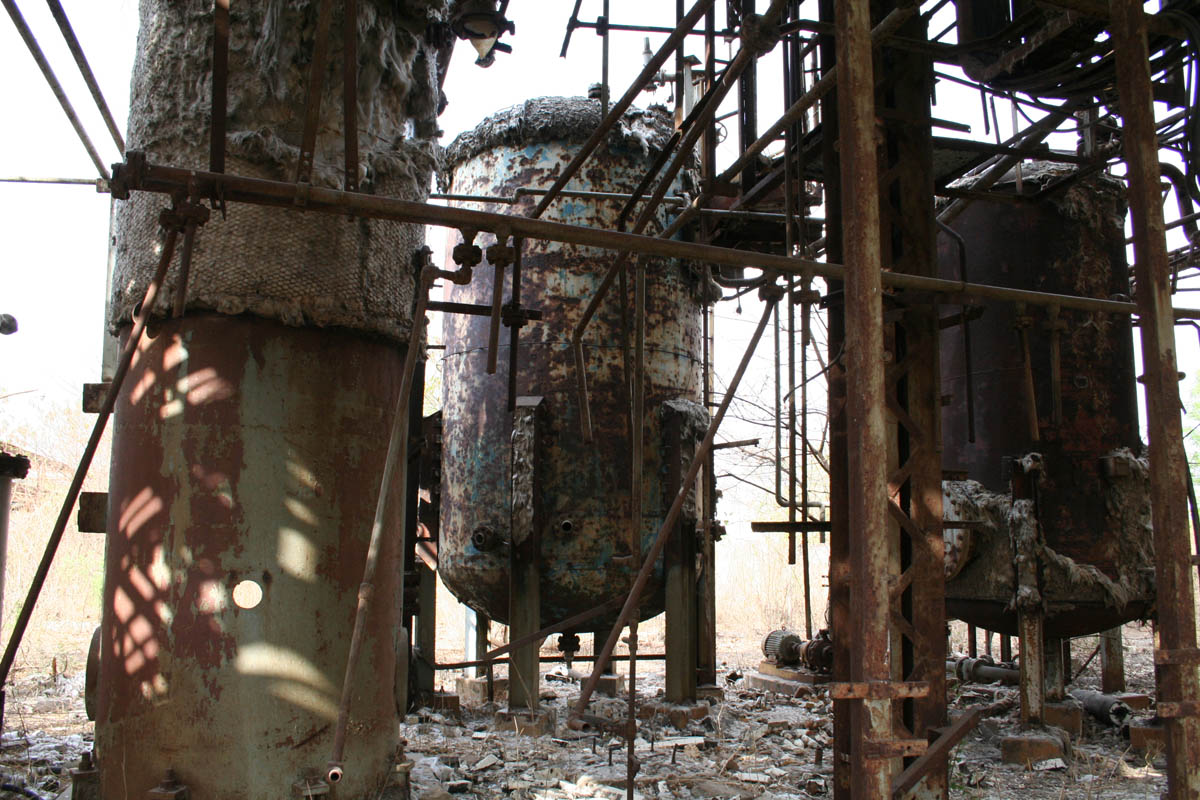
جزء من المصنع المدمر

كارثة بوبال أو كارثة يونيون كاربايد من أسوأ الكوارث الصناعية في التاريخ، حدثت في مدينة بوبال في الهند عندما حصل انفجار في مصنع المبيدات لشركة يونيون كاربايد في منتصف ليلة 3 ديسمبر 1984 مما أدى إلى انطلاق غاز ميثيل إيزوسيانات وتعرض أكثر من نصف مليون نهاتتهز
سمة لهذا لغاز ولمركّبات كيميائية آخرى. بلغت حصيلة الوفيات الفورية الرسمية 2259 شخصاً، وأكدت حكومة ولاية ماديا براديش لاحقاً حصول 3787 وفاة نتيجة انطلاق الغاز. تشير تقديرات أخرى إلى موت ثمانية إلى عشرة آلاف خلال الأيام الثلاثة الأولى، وحوالي 25 ألف ماتوا في السنوات اللاحقة من أمراض متعلقة بالتعرض للغاز السام. يُقدّر عدد المتضررين الإجمالي بين 150 و600 ألف، 50000 شخص تعرضوا للإعاقة نتيجة لتلك الكارثة، ومات معظمهم في السنوات الخمس اللاحقة. وهذا يجعل كارثة بوبال أكبر الكوارث الصناعية في العالم من حيث عدد الضحايا. تأسست اللجنة الطبية الدولية ببوبال عام 1993 كرد فعل على الحادث. وبعد الحادثة اتهمت شركة يونيون كاربايد -صاحب المصنع- بأشياء كثيرة، منها:
1. الإهمال الجنائي.
2. تحيز الشركات (ضرر جماعي)

واعتبرت الشركة إنها جريمة جنائية بسبب اختيارها لمدينة بوبال المنكوبة بالفقر على افتراض أن قلة من الناس ستهتم إذا حدث خطأ ما. لأن صاحب المصنع كان يعرف أنها سوف تخالف معايير السلامة والصحة الأمريكية الأكثر صرامة في منطقته في الولايات المتحدة الأمريكية. وفي فبراير 1989، أمرت المحكمة العليا الهندية شركة يونيون كاربايد الهندية المحدودة بدفع 470 مليون دولار كتعويضات لأسر الضحايا.